# Auld Lang Syne (pel·lícula)
Auld Lang Syne és una pel·lícula muda de 2 bobines de la Vitagraph feta a partir d'un guió de Beta Breuil i estrenada el 7 de novembre de 1911. Va ser protagonitzada per Maurice Costello i Florence Turner i ambientada en el paisatge escocès.

## Argument
En els highlands escocesos viuen dos grangers del mateix clan que són amics de sempre: Tammas i Geordie. Tots dos estan molt enamorats de Jenny i tots dos decideixen declarar-li el seu amor. Jenny tria Tammas i es prometen però quan aquests es troben i Tammas li explica la gran notícia, Geordie perd el món de vista i es barallen. El dia del casament no conviden a Geordie i aquest des de casa seva veu la feliç parella entrar a la seva nova llar. Pensatiu i trist, omple la seva copa i s'asseu a reflexionar davant la finestra. El gos, davant la xemeneia observa la seva tristesa. Aixeca el got i brinda pels dies d'”Auld Lang Syne". Somia en com podia haver estat la seva vida i es perd en somiejos, mentre que la llum de foc, intensificada per la foscor, llueix en la seva cara. (fi de la primera bobina) 
Han passat cinc anys d'ençà del casament. Jenny i Tammas tenen una nena de quatre anys. L'enemistat entre Tammas i Geordie persisteix però estan molt ocupats en les feines de les seves granges. Un dia, la nena desapareix pel bruguerar. Jennys el crida per tot arreu però no apareix. A la nit, quan Tammas torna de treballar al camp, troba la seva esposa que enmig de llàgrimes li explica que la filla ha desaparegut. Enmig de la foscor, amb l'ajut d'una torxa, el matrimoni busca en va la nena durant tota la nit. Desconsolats tornen a casa. De bon matí, Geordie, quan surt amb el seu ramat d'ovelles i troba la torxa abandonada. No comprèn el motiu fins que Jean, el seu gos, torna amb el Tam o' shanter de la nena, insistint que el segueixi. Allà descobreix la nena i la retorna amb els seus pares emocionats. Tammas i Geordie es reconcilien i tornen a ser amics. Jenny porta una ampolla en la que emplenen dues tasses i beuen i aparquen les seves diferències amb les paraules "Auld Lang Syne", pels vells temps.

## Repartiment
- Maurice Costello (Tammas)
- Florence Turner (Jenny)
- Harry T. Morey (Geordie)
- Alec B. Francis (el pare)[4]
- Helene Costello (la nena)
- Teft Johnson (Tammas)[5]
- Jean (el gos)